# Estado de Darfur Central
Darfur Central (en árabe Wasat Darfur) es uno de los 18 estados de Sudán, y uno de los cinco que comprende la región de Darfur. Fue creado en enero de 2012 como resultado del proceso de paz en curso para la región del Gran Darfur. La capital del estado es Zalingei. El estado fue formado de territorios que antes eran parte de los estados de Darfur del Oeste y Darfur del Sur.

## Distritos
- Zalingei
- Azum
- Wadi Salih
- Mukjar
- Umm Dukhun
- Nertiti
- Rokoro
- Bindisi